# Сацумсько-британська війна
Сацумсько-британська війна (яп. 薩英戦争, さつえいせんそう; 15 серпня 1863 — 17 серпня 1863) — збройний конфлікт в японському місті Каґошіма між Сацума-ханом та ескадрою Великої Британії.

## Короткі відомості
Приводом до війни став інцидент в Намамуґі 14 вересня 1862 року. Під час нього самураї Сацума-хану зарубали насмерть одного і важко поранили двох британських моряків, які порушили норми японського етикету, намагаючись прорватися крізь самурайську колону. Японський уряд в особі сьоґунату погодився офіційно вибачитися і виплатити Великій Британії компенсацію у 100 тисяч фунтів. Однак Сацума-хан відмовився видавати британцям винних та сплачувати додаткову компенсацію у 25 тисяч фунтів.
11 серпня 1863 року британська ескадра з 7 парових кораблів під командуванням віце-адмірала Августа Купера увійшла до бухти міста Каґошіма, столиці Сацума-хану. Наступного дня британці висунули японцям вимогу покарати винних самураїв і сплатити компенсацію. Сацума-хан відмовився, тому 15 серпня Купер захопив три парових японських кораблі. У відповідь сацумці розпочали обстріл флоту з гори Темпо і влучили у флагманський корабель «Евріал». На ньому зазнали поранення 6 осіб і загинуло семеро, включаючи голову корабля, полковника Джона Джослінга та його заступника. Ескадра зволікала із вогнем у відповідь дві години, оскільки підходи до порохового складу були завалені ящиками із компенсацією від сьоґунату. Перестрілка, під час якої сильно постраждали околиці Каґошіми, продовжувалася два дні. 17 серпня британці відступили до Йокогами для ремонту і поповнення провізії та палива.
Радіус стрільби британської корабельної артилерії, що була озброєна гарматами Армстронга, перевищував радіус японської артилерії у 4 рази. Через це нападникам вдалося з безпечної відстані зруйнувати 10 % міста Каґошіма разом із промисловим центром Сюсейкан та монетним двором. З британського боку загинуло 11 чоловік і було поранено 52 особи. Сацумці втратили убитими лише 5 осіб і мали з десяток поранених. Проте військова потужність британської ескадри змусила Сацума-хан усвідомити небезпечність антиіноземного курсу, який міг стати приводом для колонізації Японії країнами Заходу.
17 серпня 1863 року сацумці та британці уклали мир. Перших представляли Окубо Тосіміті та Сіґено Ясуцуґу, а других — посол Великої Британії в Японії Едвард Ніл. За умовами мирного договору сацумці сплачували компенсацію британцям позиками сьоґунату, а британці купували у сацумців їхні парові кораблі. В майбутньому Сацума-хан так і не повернув позичені гроші. Велика Британія ж почала активну співпрацю із сацумцями, дозволивши останнім проходити стажування в їхній країні.